# Faustino Domínguez Domínguez
Faustino Domínguez Domínguez, nascut el 1811 a Villamañán (Lleó) i mort a la Corunya el 1890, va ser un arquitecte que va viure i desenvolupar la majoria dels seus projectes a la Corunya.

## Trajectòria
Va estudiar arquitectura a la Reial Acadèmia de Belles Arts de Sant Ferran, i es va formar en el classicisme acadèmic. A finals dels anys trenta es va establir a la Corunya, on es va casar el 1843 amb María Luísa Coumes-Gay Pulleyro i amb qui va tenir dos fills: José i Faustino.
El 1846 va ser nomenat arquitecte provincial interí de la Corunya. Una de les seves primeres i més importants tasques com a arquitecte provincial va ser l'elaboració de plans i pressupostos de presons públiques de diverses localitats gallegues. Alguns d'aquests projectes no es van dur a terme com el de Betanzos, mentre que altres es van fer realitat com els de Carballo, Ortigueira o Pontedeume. El 1859 va ser nomenat arquitecte titular, càrrec que va ocupar fins a la seva mort.
També cal destacar l'autoria de l'anomenat Pazo Provincial del carrer Rego de Auga de La Corunya, que fins a finals del segle XX va ser seu de la Diputació de la Corunya. Va rebre diversos premis pels seus projectes arquitectònics a l'Exposició Regional de 1858 i 1875, celebrada a Santiago de Compostel·la.
Va assumir la presidència de la Reial Acadèmia Gallega de Belles Arts el 1879. El seu successor al capdavant d'aquesta institució fou el seu fill Faustino Domínguez Coumes-Gay, que fou un dels arquitectes gallecs més importants del segle xix.

## Galeria

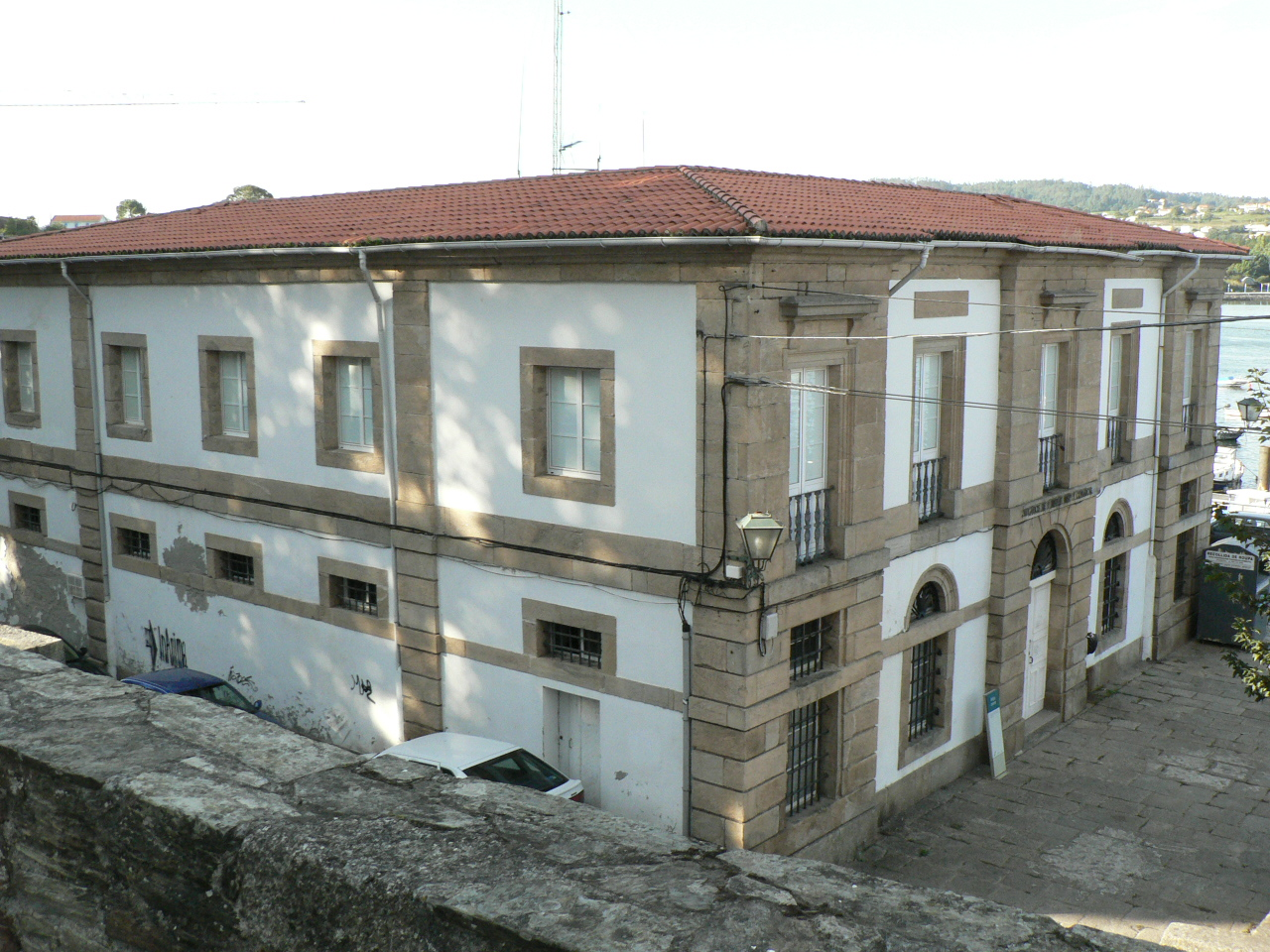
Presó i edifici judicial de Pontedeume (1853-1856)
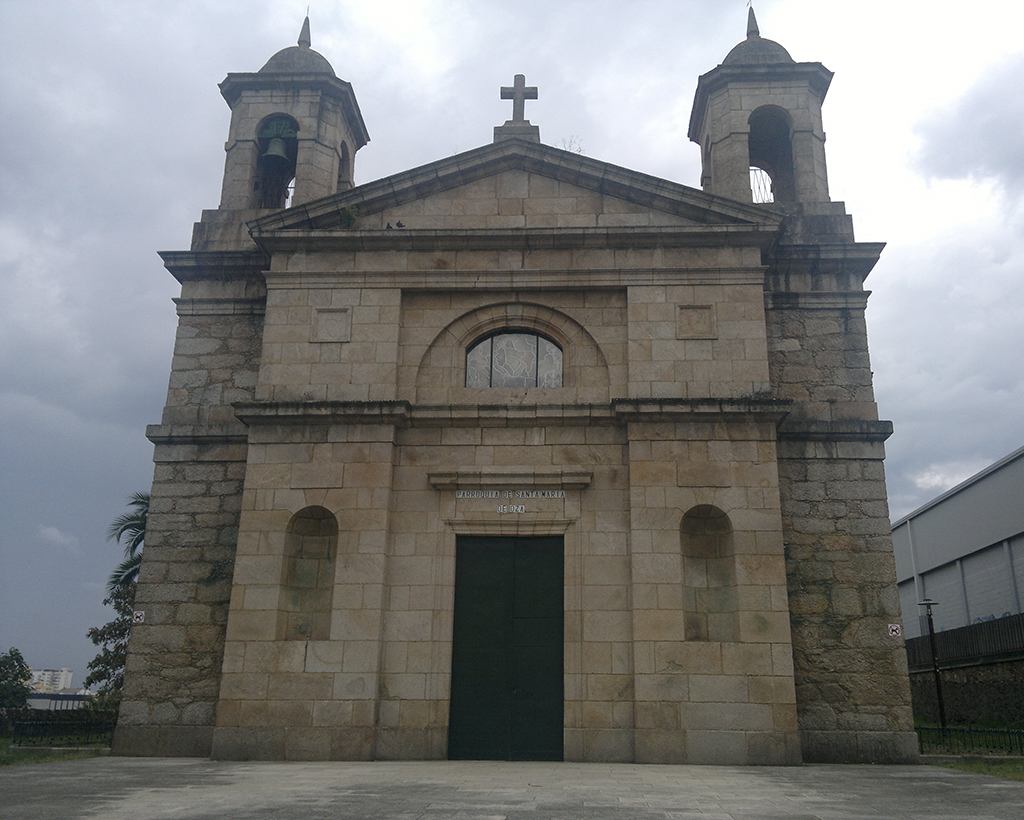
Església de Santa Maria d'Oza (1863)
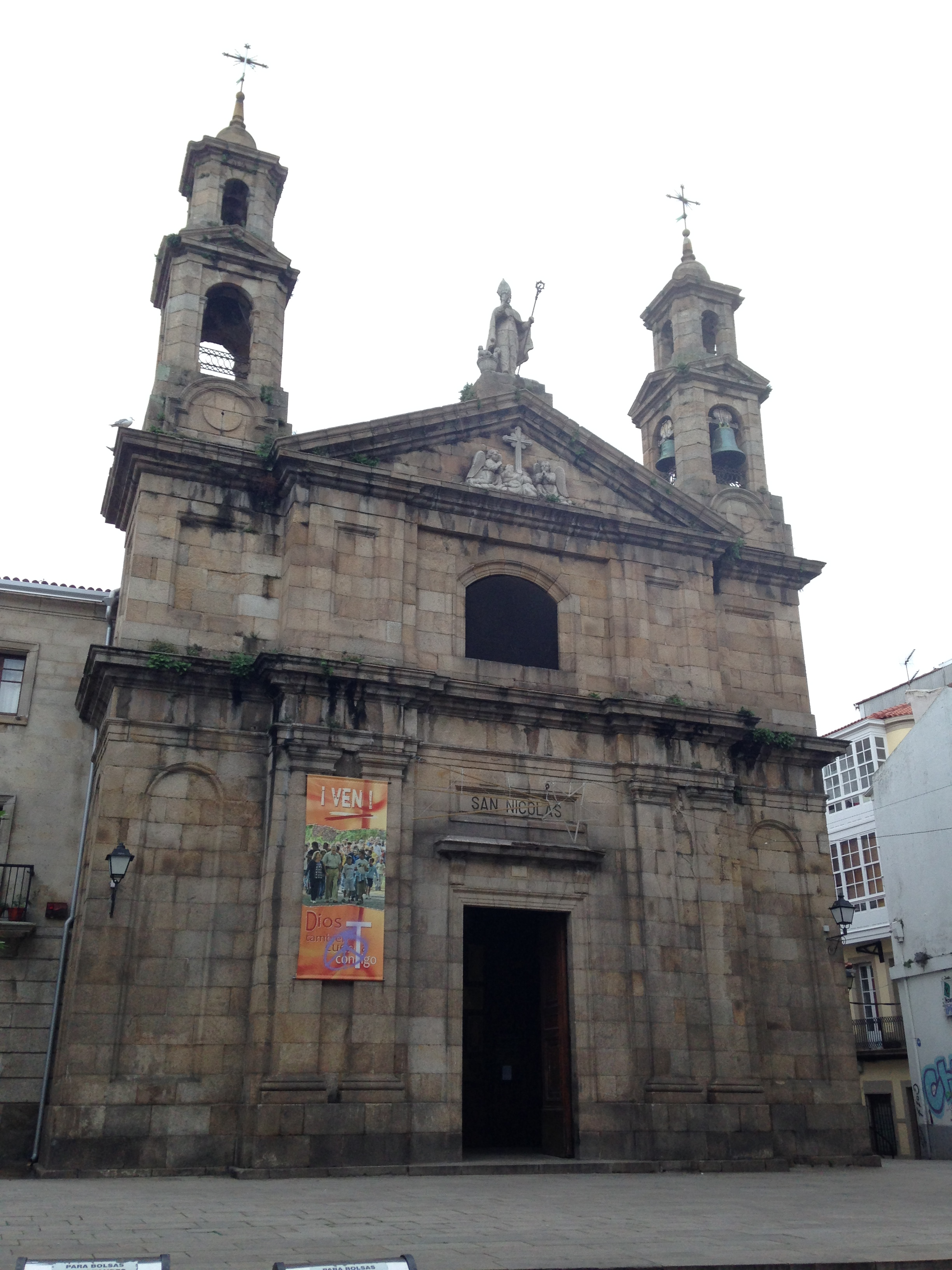
Façana de l'església de San Nicolao da Coruña (1861)
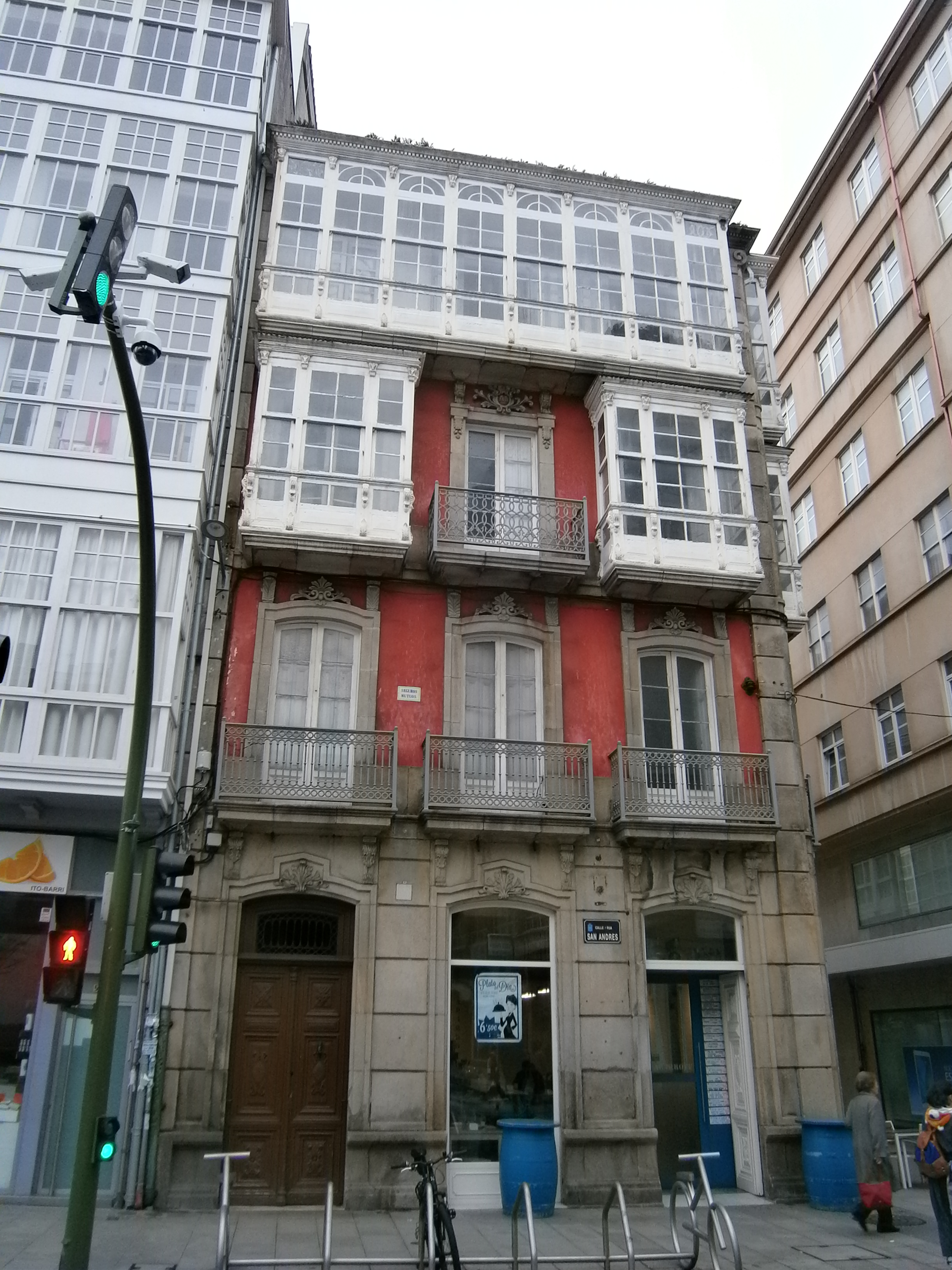
Rua de Santo André da Coruña, núm. 53 (1883)